# Kolejowy Klub Sportowy Lech Poznań 2020-2021
Questa voce raccoglie le informazioni riguardanti il Kolejowy Klub Sportowy Lech Poznań nelle competizioni ufficiali della stagione 2020-2021.

## Stagione

### Calciomercato e staff tecnico
Alla guida della squadra viene confermato Dariusz Żuraw, mentre cambiano i suoi assistenti: Dariusz Dudka e Janusz Góra sostituiscono infatti Dariusz Skrzypczak (passato allo Stal Mielec) e Karol Bartkowiak (passato al Lech II) nel ruolo di vice allenatori. Rispetto alla stagione precedente salutano il portiere Karol Szymański, i difensori Robert Gumny, Bohdan Butko e Tomasz Cywka e soprattutto l'esterno Kamil Jóźwiak e l'attaccante Christian Gytkjær, capocannoniere della precedente Ekstraklasa con 24 reti. In cambio vengono ingaggiati i portieri Filip Bednarek e Marko Malenica, il difensore Alan Czerwiński e l'attaccante svedese Mikael Ishak, a cui viene data la maglia numero 9, precedentemente ritirata in onore di Piotr Reiss ma già sulle spalle di Gytkjaer durante la stagione 2019-2020. Dopo un inizio non al top, il Lech decide di inserire in rosa altri elementi: arrivano il terzino ucraino Vasyl' Kravec', la seconda punta israeliana Mohammed Awaed e la prima punta georgiana Nika Kacharava. Vengono inoltre ceduti in prestito per fare maggiore esperienza Mleczko, Letniowski e Skrzypczak, entrambi in I Liga, rispettivamente a Widzew Łódź, Arka Gdynia e Puszcza Niepołomice, mentre Paweł Tomczyk passa allo Stal Mielec.
Grazie alla qualificazione ai gironi di UEFA Europa League, il Lech torna sul mercato e piazza il colpo Bohdan Butko, di ritorno dopo gli ottimi sei mesi disputati nel campionato precedente. L'ultimo giorno di mercato, infine, il Lech cede alla cifra record di 11 milioni di euro complessivi il centrocampista Jakub Moder al Brighton, ottenendo tuttavia la possibilità di tenerlo in prestito sino al termine della stagione. A dicembre viene annunciato l'arrivo di Jesper Karlström, che avrà luogo il 1 gennaio 2021 a titolo definitivo.
Il mercato di gennaio inizia con la fine del prestito di Moder, richiamato dall'Inghilterra. In difesa, arrivano Bartosz Salamon e Antonio Milić, mentre saluta Đorđe Crnomarković, che passa in prestito allo Zagłębie Lubin. Dopo la cessione in prestito di Karlo Muhar ai turchi del Kayserispor, il Lech si ritrova il bisogno di trovare nuovi centrocampisti. Inizialmente viene annunciato Radosław Murawski, che arriverà in Polonia a fine anno, mentre a partire da gennaio fa parte della rosa il georgiano Nik'a K'vek'vesk'iri.

### Campionato e coppa di Polonia
In Coppa di Polonia i kolejorz partono come tutte le formazioni dai trentaduesimi di finale. La stagione ha inizio il 15 di agosto, quando ad Opole i kolejorz sconfiggono per 3 reti ad uno l'Odra. In questo match arriva la prima doppietta di Šatka e il primo gol fra i professionisti del diciottenne Filip Szymczak. Grazie a questa vittoria la squadra di Żuraw passa ai sedicesimi, dove affronterà lo Znicz Pruszków. 
L'inizio in campionato, invece, non è dei migliori. A Lubin, nonostante il momentaneo vantaggiato firmato da Ishak, arriva una sconfitta. Anche la seconda giornata di campionato, contro il Wisła Płock, si rivela deludente, portando solo un punto ai kolejorz, così come la gara successiva, dove arriva un rocambolesco 3-3 contro lo Śląsk Breslavia.
Il 20 settembre viene disputato il primo derby di Poznań dopo venticinque anni, conclusosi con una vittoria per 1-0 grazie alla rete su calcio di rigore di Jakub Moder. Il percorso in campionato continua in maniera altalenante, anche a causa dei vari impegni che costringono i kolejorz ad un vero e proprio tource de force. Contro Jagiellonia Białystok e Cracovia arriva appena un punto, relegando il Lech a -10 dalla vetta della classifica.
Il 2 novembre, in Coppa, arriva una vittoria contro lo Znicz Pruszków, ma soprattutto l'esordio di tre nuovi calciatori: il 2002 Jakub Niewiadomski, e i 2003 Filip Borowski e Filip Wilak.
L'andamento in campionato continua a non essere dei più positivi, anche a causa dei tanti impegni che costringono il Lech a giocare ogni tre giorni. Arrivano la sconfitta nel big match contro i rivali del Legia Varsavia e un 3-3 contro il Raków Częstochowa, che sembra escludere quasi del tutto la squadra di Dariusz Żuraw dalla corsa al titolo. Dopo quattro gare senza vittorie, i kolejorz battono prima il Lechia a Danzica e poi il Podbeskidzie a Poznań, riaccendendo una minima speranza. Appena una settimana più tardi, tuttavia, viene fermato sul campo dello Stal Mielec e successivamente sconfitto da Wisła Kraków e Pogon Szczecin. I risultati stentano a decollare anche nella seconda parte di stagione, in cui i kolejorz vengono eliminati dalla coppa per mano del Raków. Nel mese successivo arrivano alcune incoraggianti vittorie, ma come accaduto a novembre, si tratta di un fuoco di paglia seguito nuovamente da una serie di risultati negativi. Spiccano, tuttavia, l'esordio di molti giovani dell'Akademia. Debuttano infatti l'esterno Krystian Palacz, il centrocampista Antoni Kozubal e l'attaccante Norbert Pacławski.
A causa del pessimo andamento che fa scendere il Lech al decimo posto, il 6 aprile il tecnico Dariusz Żuraw viene esonerato. Al suo posto viene chiamato Maciej Skorża, che già aveva allenato i kolejorz nella stagione 2014-2015, vincendo il titolo. Neanche il cambio di allenatore porta la rivoluzione sperata, e per la prima volta dopo 18 anni la squadra di Poznań non riesce a raggiungere la parte sinistra della classifica concludendo la stagione con un deludente undicesimo posto.

## L'Europa
Grazie al secondo posto maturato nella stagione 2019-2020, il Lech Poznań torna a disputare una competizione europea, precisamente l'Europa League, dove parte dal primo turno di qualificazione. La vittoria contro il Valmiera, dove arriva la prima rete internazionale del giovane talento Filip Szymczak, permette ai kolejorz di passare al turno successivo, dove se la vede con l'Hammarby. Anche la trasferta svedese si rivela soddisfacente per il Lech, che vince 0-3 grazie alla reti di Tiba, Kamiński e Marchwiński. Al terzo turno viene sorteggiato l'Apollōn Limassol, dopo il quale, grazie ad una vittoria per 0-5, il Lech è ospite del Charleroi. Anche in Belgio il Lech vince, stavolta con le reti di Puchacz e Ramírez, tornando così ai gironi di UEFA Europa League dopo cinque stagioni in cui nessuna squadra polacca ci era riuscita.
Il 2 ottobre 2020, il Lech viene sorteggiato nel girone D dell’Europa League, nel quale affronterà Benfica, Rangers e Standard Liegi. La prima partita contro il Benfica si tiene in casa il 22 ottobre. Il Lech riesce a recuperare due volte il vantaggio dei lusitani grazie alla doppietta di Ishak, ma alla fine è costretto a cedere sotto i colpi degli ospiti. Il match termina 2-4, ma viene comunque molto apprezzato dagli addetti ai lavori locali che esaltano il gioco brillante e propositivo dei kolejorz.
La seconda gara viene giocata a Glasgow, contro i Rangers. Al termine di una gara neutra, sono gli scozzesi ad avere la meglio per 1-0. La terza gara viene giocata a Poznań, contro lo Standard Liege, e vede la prima vittoria dei kolejorz nella fase a gironi grazie al gol di Michał Skóraś e alla doppietta di Mikael Ishak, che riaccende una lieve speranza di qualificazione. Necessario diventa però vincere anche la gara di ritorno, in Belgio. Nonostante l'iniziale vantaggio firmato dal solito Ishak, il Lech si fa rimontare negli ultimi minuti, venendo sconfitto per 2-1. Il risultato rende quasi impossibile il passaggio del turno, con Benfica e Rangers a +5 a due giornate dalla fine.
L'eliminazione definitiva arriva a Lisbona, dove il Lech con una formazione fortemente rimaneggiata viene sconfitto 4-0 dal Benfica. L'ultima gara, che segna l'addio alla competizione, è la gara interna contro i Rangers di Steven Gerrard, che batte i kolejorz 0-2.

## Maglie e sponsor
Le divise ufficiali per la stagione 2020-2021 vengono presentate il 19 agosto. Macron viene confermato come sponsor tecnico, mentre Aforti rescinde il proprio contratto con i kolejorz, dopo tre anni di collaborazione. Il nuovo sponsor, annunciato il 18 agosto, è Star-Typ Sport (azienda di scommesse), già presente sulla maglia del Lech fino alla stagione 2016-2017. Presente al centro della divisa il logo di lotto, sponsor del campionato polacco. Dopo quattro stagioni cambia il font di lega.
In occasione di due gare di qualificazione di Europa League, precisamente contro Hammarby e Apollōn Limassol, a causa di alcune restrizioni nazionali presenti in Svezia e a Cipro il main sponsor STS è stato sostituito da Sport Twoją Szansą, una fondazione che promuove lo sviluppo dello sport sul territorio polacco.
La grande novità è rappresentata dalla terza maglia, dove il logo dei kolejorz viene reso in nero-arancio per adattarsi al pattern della divisa. La scelta non è stata apprezzata dai tifosi, che a seguito di alcune proteste, hanno costretto la società a fare un passo indietro reinserendo il logo originale.
Il 23 ottobre attraverso i propri canali social, il Lech annuncia di essere vicino ad annunciare una nuova importantissima partnership. La mattina seguente viene ufficializzato l'inizio della collaborazione con AliExpress, il cui logo comparirà sui calzoncini e nei cartelloni adiacenti al campo.

## Organigramma societario
Area direttiva
- Presidente: Karol Klimczak
- Vicepresidente: Piotr Rutkowski
- Responsabile Settore giovanile: Rafał Ulatowski

Area comunicazione e marketing
- Responsabile area comunicazione: Maciej Henszel

Area sportiva
- Direttore sportivo: Tomasz Rząsa
- Team manager: Mariusz Skrzypczak

Area tecnica
- Allenatore: Dariusz Żuraw
- Vice allenatore: Dariusz Dudka, Janusz Góra
- Preparatore dei portieri: Michał Chamera

Area sanitaria
- Medico sociale: Krzysztof Pawlaczyk, Paweł Cybulski, Andrzej Pyda, Damian Bartkiewicz
- Massofisioterapista: Maciej Łopatka, Marcin Lisa, Maciej Smuniewski, Paweł Tota

## Organico
Aggiornata al 3 agosto 2020.
| N. |                        | Ruolo | Calciatore                          |
| -- | ---------------------- | ----- | ----------------------------------- |
| 1  | Paesi Bassi (bandiera) | P     | Mickey van der Hart (Vice-capitano) |
| 2  | Polonia (bandiera)     | D     | Robert Gumny                        |
| 3  | Ucraina (bandiera)     | D     | Vasyl' Kravec'                      |
| 4  | Norvegia (bandiera)    | D     | Thomas Rogne (capitano)             |
| 5  | Serbia (bandiera)      | D     | Đorđe Crnomarković                  |
| 6  | Croazia (bandiera)     | C     | Karlo Muhar                         |
| 6  | Svezia (bandiera)      | C     | Jesper Karlström                    |
| 7  | Polonia (bandiera)     | C     | Kamil Jóźwiak                       |
| 8  | Rep. Ceca (bandiera)   | C     | Jan Sýkora                          |
| 9  | Svezia (bandiera)      | A     | Mikael Ishak                        |
| 10 | Spagna (bandiera)      | C     | Dani Ramírez                        |
| 11 | Polonia (bandiera)     | A     | Filip Marchwiński                   |
| 13 | Polonia (bandiera)     | D     | Tomasz Dejewski                     |
| 14 | Georgia (bandiera)     | A     | Nika Kacharava                      |
| 15 | Polonia (bandiera)     | C     | Jakub Moder                         |
| 16 | Croazia (bandiera)     | C     | Antonio Milić                       |
| 17 | Polonia (bandiera)     | A     | Filip Wilak                         |
| 18 | Polonia (bandiera)     | D     | Bartosz Salamon                     |
| 19 | Polonia (bandiera)     | A     | Norbert Pacławski                   |
| 20 | Stati Uniti (bandiera) | D     | Aron Jóhannsson                     |
| 21 | Polonia (bandiera)     | C     | Michał Skóraś                       |

| N. |                       | Ruolo | Calciatore           |
| -- | --------------------- | ----- | -------------------- |
| 22 | Ucraina (bandiera)    | D     | Volodymyr Kostevyč   |
| 23 | Polonia (bandiera)    | A     | Filip Szymczak       |
| 24 | Polonia (bandiera)    | C     | Igor Ławrynowicz     |
| 25 | Portogallo (bandiera) | C     | Pedro Tiba           |
| 27 | Polonia (bandiera)    | D     | Tymoteusz Puchacz    |
| 28 | Polonia (bandiera)    | D     | Filip Borowski       |
| 29 | Israele (bandiera)    | A     | Mohammed Awaed       |
| 30 | Georgia (bandiera)    | C     | Nik'a K'vek'vesk'iri |
| 31 | Polonia (bandiera)    | P     | Krzysztof Bąkowski   |
| 33 | Polonia (bandiera)    | P     | Karol Drażdżewski    |
| 33 | Croazia (bandiera)    | P     | Marko Malenica       |
| 34 | Polonia (bandiera)    | C     | Tymoteusz Klupś      |
| 35 | Polonia (bandiera)    | P     | Filip Bednarek       |
| 37 | Slovacchia (bandiera) | D     | Ľubomír Šatka        |
| 38 | Polonia (bandiera)    | C     | Jakub Kamiński       |
| 40 | Polonia (bandiera)    | D     | Jakub Niewiadomski   |
| 43 | Polonia (bandiera)    | C     | Antoni Kozubal       |
| 44 | Polonia (bandiera)    | D     | Alan Czerwiński      |
| 51 | Polonia (bandiera)    | A     | Hubert Sobol         |
| 74 | Polonia (bandiera)    | D     | Krystian Palacz      |
| 91 | Ucraina (bandiera)    | D     | Bohdan Butko         |

## Calciomercato

### Sessione estiva (dal 1/8 al 30/9)
Fonte:  Trasferimenti Estivi 2020/2021, su transfermarkt.pl, Transfermarkt. URL consultato il 28 luglio 2020.
| Acquisti         | Acquisti             | Acquisti       | Acquisti                         |
| R.               | Nome                 | da             | Modalità                         |
| ---------------- | -------------------- | -------------- | -------------------------------- |
| P                | Filip Bednarek       | Heerenveen     | gratuito                         |
| P                | Marko Malenica       | Osijek         | prestito                         |
| D                | Alan Czerwiński      | Zagłębie Lubin | gratuito                         |
| D                | Vasyl' Kravec'       | Leganés        | prestito con diritto di riscatto |
| D                | Bohdan Butko         | Šachtar        | prestito                         |
| C                | Jan Sýkora           | Slavia Praga   | 700000 €                         |
| C                | Jakub Moder          | Brighton       | prestito                         |
| A                | Mikael Ishak         | Norimberga     | svincolato                       |
| A                | Mohammed Awaed       | Maccabi Haifa  | prestito                         |
| A                | Nika Kacharava       | Anorthōsis     | prestito con diritto di riscatto |
| Altre operazioni |                      |                |                                  |
| R.               | Nome                 | da             | Modalità                         |
| P                | Bartosz Mrozek       | GKS Katowice   | fine prestito                    |
| D                | Wiktor Pleśnierowicz | Roma           | fine prestito                    |
| C                | Tymoteusz Klupś      | Piast Gliwice  | fine prestito                    |
| A                | João Amaral          | Paços Ferreira | fine prestito                    |

| Cessioni         | Cessioni             | Cessioni            | Cessioni      |
| R.               | Nome                 | a                   | Modalità      |
| ---------------- | -------------------- | ------------------- | ------------- |
| P                | Karol Szymański      | Piast Gliwice       | svincolato    |
| P                | Milosz Mleczko       | Widzew Łódź         | prestito      |
| D                | Tomasz Cywka         | Chrobry Głogów      | svincolato    |
| D                | Bohdan Butko         | Šachtar             | fine prestito |
| D                | Robert Gumny         | Augusta             | 3000 €        |
| D                | Volodymyr Kostevyč   | Dinamo Kiev         | svincolato    |
| C                | Juliusz Letniowski   | Arka Gdynia         | prestito      |
| C                | Mateusz Skrzypczak   | Puszcza Niepołomice | prestito      |
| C                | Kamil Jóźwiak        | Derby County        | 4000 €        |
| C                | Jakub Moder          | Brighton            | 11000 €       |
| A                | Christian Gytkjær    | Monza               | svincolato    |
| A                | Paweł Tomczyk        | Stal Mielec         | prestito      |
| A                | João Amaral          | Paços Ferreira      | prestito      |
| A                | Timur Žamaletdinov   | CSKA Mosca          | fine prestito |
| Altre operazioni |                      |                     |               |
| R.               | Nome                 | da                  | Modalità      |
| P                | Bartosz Mrożek       | GKS Katowice        | prestito      |
| D                | Wiktor Pleśnierowicz | Miedź Legnica       | definitivo    |

### Sessione invernale
| Acquisti         | Acquisti             | Acquisti            | Acquisti      |
| R.               | Nome                 | da                  | Modalità      |
| ---------------- | -------------------- | ------------------- | ------------- |
| D                | Bartosz Salamon      | SPAL                | definitivo    |
| C                | Antonio Milić        | Anderlecht          | 500000 €      |
| C                | Jesper Karlström     | Djurgården          | 700000 €      |
| C                | Nik'a K'vek'vesk'iri | -                   | svincolato    |
| A                | Aron Jóhannsson      | -                   | svincolato    |
| Altre operazioni |                      |                     |               |
| R.               | Nome                 | da                  | Modalità      |
| C                | Mateusz Skrzypczak   | Puszcza Niepołomice | fine prestito |
| A                | Paweł Tomczyk        | Stal Mielec         | fine prestito |

| Cessioni         | Cessioni           | Cessioni       | Cessioni      |
| R.               | Nome               | a              | Modalità      |
| ---------------- | ------------------ | -------------- | ------------- |
| P                | Marko Malenica     | Diósgyőr       | Fine prestito |
| D                | Đorđe Crnomarković | Zagłębie Lubin | Prestito      |
| D                | Bohdan Butko       | Šachtar        | Fine prestito |
| C                | Karlo Muhar        | Kayserispor    | Prestito      |
| C                | Jakub Moder        | Brighton       | Fine prestito |
| A                | Mohammed Awaed     | Maccabi Haifa  | Fine prestito |
| Altre operazioni |                    |                |               |
| R.               | Nome               | da             | Modalità      |
| D                | Jakub Niewiadomski | GKS Jastrzębie | prestito      |
| C                | Mateusz Skrzypczak | Stomil Olsztyn | prestito      |
| A                | Paweł Tomczyk      | Widzew Łódź    | definitivo    |

## Risultati

### Ekstraklasa

#### Girone di andata
| Arbitro: | Bartosz Frankowski |

|                      |           |           |
| Guldan 82’ Balić 86’ | Marcatori | 45’ Ishak |

| Arbitro: | Tomasz Kwiatkowski |

|                        |           |                                        |
| Ishak 57’ Kamiński 68’ | Marcatori | 17’ (rig.) Szwoch 88’ (rig.) Tuszyński |

| Arbitro: | Piotr Lasyk |

|                                        |           |                                   |
| Celeban 12’ Scalet 14’ Pich 51’ (rig.) | Marcatori | 7’ Ishak 28’ D. Ramírez 32’ Ishak |

| Arbitro: | Piotr Lasyk |

|                    |           |  |
| Moder 90+1’ (rig.) | Marcatori |  |

| Arbitro: | Jarosław Przybył |

|  |           |                                                                  |
|  | Marcatori | 3’ (aut.) Rogne 40’ Kowalczyk 47’ (rig.) Drygas 90+1’ Podstawski |

| Arbitro: | Bartosz Frankowski |

|                 |           |                                                                |
| Żyro 87’ (rig.) | Marcatori | 6’ Moder 43’ D. Ramírez 61’ Marchwiński 72’ (rig.) K'ach'arava |

| Arbitro: | Jarosław Przybył |

|                             |           |                  |
| Romančuk 2’ Makuszewski 68’ | Marcatori | 82’ (rig.) Moder |

| Arbitro: | Krzysztof Jakubik |

|           |           |                    |
| Awaed 84’ | Marcatori | 30’ van Amersfoort |

| Arbitro: | Szymon Marciniak |

|                               |           |                      |
| Skibicki 67’ Rafa Lopes 90+3’ | Marcatori | 29’ (aut.) Juranović |

| Arbitro: | Paweł Gil |

|                                           |           |                                      |
| Ishak 32’ Moder 48’ (rig.) D. Ramírez 52’ | Marcatori | 16’ Ivi 31’ Zawada 90+2’ Szelągowski |

| Arbitro: | Bartosz Frankowski |

|  |           |                  |
|  | Marcatori | 84’ (rig.) Ishak |

| Arbitro: | Wojciech Myć |

|                                             |           |  |
| Rogne 31’ Ishak 44’ Tiba 47’ D. Ramírez 53’ | Marcatori |  |

| Arbitro: | Paweł Gil |

|            |           |          |
| Prokić 28’ | Marcatori | 87’ Tiba |

| Arbitro: | Tomasz Kwiatkowski |

|  |           |                    |
|  | Marcatori | 67’ Błaszczykowski |

| Arbitro: | Tomasz Kwiatkowski |

|            |           |           |
| Sobczyk 7’ | Marcatori | 60’ Rogne |

#### Girone di ritorno
| Poznań 5 febbraio 2021, ore 20:30 CEST 16ª giornata | Lech Poznań        | 0 – 0 | Zagłębie Lubin | Stadion Miejski\| Arbitro: \| Sebastian Jarzębak \| |
| Arbitro:                                            | Sebastian Jarzębak |       |                |                                                     |

| Arbitro: | Zbigniew Dobrynin |

|              |           |  |
| Šušnjara 73’ | Marcatori |  |

| Arbitro: | Daniel Stefański |

|                |           |  |
| Jóhannsson 57’ | Marcatori |  |

| Arbitro: | Jarosław Przybył |

|              |           |                           |
| Kuzimski 46’ | Marcatori | 80’ Jóhannsson 90+4’ Tiba |

| Arbitro: | Bartosz Frankowski |

|  |           |             |
|  | Marcatori | 40’ Salamon |

| Poznań 14 marzo 2021, ore 17:30 CEST 21ª giornata | Lech Poznań        | 0 – 0 | Piast Gliwice | Stadion Miejski\| Arbitro: \| Tomasz Kwiatkowski \| |
| Arbitro:                                          | Tomasz Kwiatkowski |       |               |                                                     |

| Arbitro: | Szymon Marciniak |

|                      |           |                                  |
| Skóraś 11’ Ishak 39’ | Marcatori | 2’ Černych 72’ Nastić 87’ Wdowik |

| Arbitro: | Damian Sylwestrzak |

|                               |           |           |
| Sipľak 45’ van Amersfoort 57’ | Marcatori | 28’ Ishak |

| Poznań 11 aprile 2021, ore 17:30 CEST 24ª giornata | Lech Poznań        | 0 – 0 | Legia Varsavia | Stadion Miejski\| Arbitro: \| Bartosz Frankowski \| |
| Arbitro:                                           | Bartosz Frankowski |       |                |                                                     |

| Arbitro: | Daniel Stefański |

|                                     |           |           |
| Tudor 11’ Piątkowski 29’ Cebula 56’ | Marcatori | 49’ Ishak |

| Arbitro: | Paweł Gil |

|                                            |           |  |
| Skóraś 52’ Ishak 57’ (rig.) D. Ramírez 65’ | Marcatori |  |

| Arbitro: | Krzysztof Jakubik |

|             |           |  |
| Roginic 74’ | Marcatori |  |

| Poznań 1 maggio 2021, ore 20:30 CEST 28ª giornata                             | Lech Poznań | 1 – 2                           | Stal Mielec | Stadion Miejski |
| \| \| \| \| \| Puchacz 80’ \| Marcatori \| 89’ (aut.) Kravec' 90-7’ De Amo \| |             |                                 |             |                 |
|                                                                               |             |                                 |             |                 |
| Puchacz 80’                                                                   | Marcatori   | 89’ (aut.) Kravec' 90-7’ De Amo |             |                 |

| Arbitro: | Sebastian Jarzębak |

|                    |           |                    |
| Błaszczykowski 78’ | Marcatori | 13’ Ishak 61’ Tiba |

| Arbitro: | Artur Aluszyk |

|               |           |           |
| D. Ramírez 9’ | Marcatori | 79’ Nowak |

### Coppa di Polonia
| Arbitro: | Sebastian Jarzebak |

|               |           |                                  |
| Bonecki 90+1’ | Marcatori | 14’ Šatka 78’ Šatka 88’ Szymczak |

| Pruszków 29 ottobre 2020, ore 20:30 CEST Sedicesimi di finale                                         | Znicz Pruszków | 2 – 3                                   | Lech Poznań | Stadion Miejski (- spett.) |
| \| \| \| \| \| Wichtowski 28’ Zagorski 68’ \| Marcatori \| 18’ Awaed 50’ D. Ramírez 58’ D. Ramírez \| |                |                                         |             |                            |
| |                |                                         |             |                            |
| Wichtowski 28’ Zagorski 68’                                                                           | Marcatori      | 18’ Awaed 50’ D. Ramírez 58’ D. Ramírez |             |                            |

| Arbitro: | Artur Aluszyk |

|                                               |                      |                                                       |
| Radecki 102’ (rig.)                           | Marcatori            | 117’ (rig.) Puchacz                                   |
| Karwot Moder Radecki Podliński Kozak Cichocki | Tiri di rigore 3 – 4 | Tiba Kravec' Puchacz Skóraś Czerwiński K'vek'vesk'iri |

| Arbitro: | Paweł Raczkowski |

|  |           |                             |
|  | Marcatori | 70’ Niewulis 78’ Gutkovskis |

### Europa League

#### Preliminari
| Arbitro: | Ondrej Pechanec |

|                                  |           |  |
| Ishak 59’ Ishak 79’ Szymczak 89’ | Marcatori |  |

| Arbitro: | Sascha Stegemann |

|  |           |                                        |
|  | Marcatori | 55’Tiba 89’ Kamiński 90+3’ Marchwiński |

| Arbitro: | Mattias Gestranius |

|  |           |                                                       |
|  | Marcatori | 42’ Tiba 47’ Ishak 58’ Kamiński 81’ Sýkora 90+2’ Tiba |

| Arbitro: | Felix Zwayer |

|          |           |                            |
| Fall 56’ | Marcatori | 34’ D. Ramírez 41’ Puchacz |

#### Fase a gironi
| Arbitro: | Nikola Dabanović |

|                     |           |                                                    |
| Ishak 15’ Ishak 48’ | Marcatori | 9’ (rig.) Pizzi 42’ Darwin 60’ Darwin 90+3’ Darwin |

| Arbitro: | Kristo Tohver |

|             |           |  |
| Morelos 68’ | Marcatori |  |

| Arbitro: | Manuel Schüttengruber |

|                                |           |               |
| Skóraś 14’ Ishak 22’ Ishak 48’ | Marcatori | 29’ Lestienne |

| Arbitro: | Petr Ardeleanu |

|                          |           |           |
| Tapsoba 63’ Laïfīs 90+4’ | Marcatori | 61’ Ishak |

| Arbitro: | Srđan Jovanović |

|                                               |           |  |
| Vertonghen 36’ Darwin 57’ Pizzi 58’ Weigl 89’ | Marcatori |  |

| Arbitro: | José María Sánchez Martínez |

|  |           |                    |
|  | Marcatori | 31’ Itten 72’ Hagi |

## Statistiche

### Statistiche di squadra
Statistiche aggiornate al 17 agosto 2020.
| Competizione  | Punti            | In casa | In casa | In casa | In casa | In casa | In casa | In trasferta | In trasferta | In trasferta | In trasferta | In trasferta | In trasferta | Totale | Totale | Totale | Totale | Totale | Totale | D.R. |
| Competizione  | Punti            | G       | V       | N       | P       | Gf      | Gs      | G            | V            | N            | P            | Gf           | Gs           | G      | V      | N      | P      | Gf     | Gs     | D.R. |
| ------------- | ---------------- | ------- | ------- | ------- | ------- | ------- | ------- | ------------ | ------------ | ------------ | ------------ | ------------ | ------------ | ------ | ------ | ------ | ------ | ------ | ------ | ---- |
| Ekstraklasa   | 37               | 15      | 4       | 7       | 4       | 19      | 17      | 15           | 5            | 3            | 7            | 20           | 21           | 30     | 9      | 12     | 9      | 39     | 38     | +1   |
| Puchar Polski | Quarti di finale | 1       | 0       | 0       | 1       | 0       | 2       | 3            | 2            | 1            | 0            | 7            | 4            | 4      | 2      | 1      | 1      | 7      | 6      | +1   |
| Europa League | Fase a gironi    | 4       | 3       | 0       | 2       | 8       | 7       | 6            | 3            | 0            | 3            | 9            | 8            | 10     | 5      | 0      | 5      | 17     | 15     | +2   |
| Totale        | -                | 20      | 7       | 7       | 7       | 27      | 26      | 24           | 10           | 4            | 10           | 36           | 33           | 44     | 16     | 13     | 15     | 63     | 59     | +4   |

### Andamento in campionato
| Giornata  | 1  | 2  | 3 | 4  | 5  | 6 | 7 | 8  | 9  | 10 | 11 | 12 | 13 | 14 | 15 | 16 | 17 | 18 | 19 | 20 | 21 | 22 | 23 | 24 | 25 | 26 | 27 | 28 | 29 | 30 |
| --------- | -- | -- | - | -- | -- | - | - | -- | -- | -- | -- | -- | -- | -- | -- | -- | -- | -- | -- | -- | -- | -- | -- | -- | -- | -- | -- | -- | -- | -- |
| Luogo     | T  | C  | T | C  | C  | T | T | C  | T  | C  | T  | C  | T  | C  | T  | C  | T  | C  | T  | T  | C  | C  | T  | C  | T  | C  | T  | C  | T  | C  |
| Risultato | P  | N  | N | V  | P  | V | P | N  | P  | N  | V  | V  | N  | P  | N  | N  | P  | V  | V  | V  | N  | P  | P  | N  | P  | V  | P  | P  | V  | P  |
| Posizione | 10 | 10 | 9 | 10 | 10 | 6 | 9 | 10 | 12 | 10 | 9  | 7  | 7  | 8  | 10 | 10 | 12 | 10 | 8  | 6  | 7  | 8  | 9  | 11 | 11 | 7  | 9  | 12 | 9  | 11 |

Fonte:  Calendario Ekstraklasa, su transfermarkt.it, Transfermarkt. URL consultato il 17 agosto 2020 (archiviato dall'url originale l'11 settembre 2014).
Legenda:

Luogo: C = Casa; T = Trasferta. Risultato: V = Vittoria; N = Pareggio; P = Sconfitta.

### Statistiche dei giocatori
| Giocatore       | Ekstraklasa | Ekstraklasa | Ekstraklasa | Ekstraklasa | Coppa di Polonia | Coppa di Polonia | Coppa di Polonia | Coppa di Polonia | Europa League | Europa League | Europa League | Europa League | Totale   | Totale | Totale      | Totale     |
| Giocatore       | Presenze    | Reti        | Ammonizioni | Espulsioni  | Presenze         | Reti             | Ammonizioni      | Espulsioni       | Presenze      | Reti          | Ammonizioni   | Espulsioni    | Presenze | Reti   | Ammonizioni | Espulsioni |
| --------------- | ----------- | ----------- | ----------- | ----------- | ---------------- | ---------------- | ---------------- | ---------------- | ------------- | ------------- | ------------- | ------------- | -------- | ------ | ----------- | ---------- |
| M. van der Hart | 15          | 0           | 0           | 0           | 0                | 0                | 0                | 0                | 0             | 0             | 0             | 0             | 15       | 0      | 0           | 0          |
| K. Bąkowski     | 0           | 0           | 0           | 0           | 0                | 0                | 0                | 0                | 0             | 0             | 0             | 0             | 0        | 0      | 0           | 0          |
| M. Malenica     | 0           | 0           | 0           | 0           | 1                | 0                | 0                | 0                | 0             | 0             | 0             | 0             | 1        | 0      | 0           | 0          |
| F. Bednarek     | 15          | 0           | 0           | 0           | 3                | 0                | 0                | 0                | 10            | 0             | 0             | 0             | 28       | 0      | 0           | 0          |
| R. Gumny        | 1           | 0           | 0           | 0           | 1                | 0                | 0                | 0                | 1             | 0             | 0             | 0             | 3        | 0      | 0           | 0          |
| V. Kravec'      | 18          | 0           | 7           | 0           | 2                | 0                | 1                | 0                | 6             | 0             | 1             | 0             | 26       | 0      | 9           | 0          |
| T. Rogne        | 18          | 2           | 1           | 0           | 1                | 0                | 0                | 0                | 4             | 0             | 0             | 0             | 23       | 2      | 1           | 0          |
| Đ. Crnomarković | 8           | 0           | 3           | 0           | 2                | 0                | 0                | 0                | 7             | 0             | 3             | 1             | 17       | 0      | 6           | 1          |
| T. Dejewski     | 5           | 0           | 0           | 0           | 2                | 0                | 0                | 0                | 2             | 0             | 0             | 0             | 9        | 0      | 0           | 0          |
| A. Milić        | 9           | 0           | 4           | 0           | 2                | 0                | 1                | 0                | 0             | 0             | 0             | 0             | 11       | 0      | 5           | 0          |
| B. Salamon      | 13          | 1           | 2           | 0           | 1                | 0                | 1                | 0                | 0             | 0             | 0             | 0             | 14       | 1      | 3           | 0          |
| T. Puchacz      | 27          | 1           | 5           | 0           | 4                | 1                | 2                | 0                | 10            | 1             | 0             | 0             | 41       | 3      | 7           | 0          |
| L. Šatka        | 17          | 0           | 1           | 0           | 1                | 2                | 0                | 0                | 9             | 0             | 3             | 1             | 27       | 2      | 4           | 1          |
| F. Borowski     | 0           | 0           | 0           | 0           | 1                | 0                | 0                | 0                | 0             | 0             | 0             | 0             | 1        | 0      | 0           | 0          |
| J. Niewiadomski | 0           | 0           | 0           | 0           | 1                | 0                | 0                | 0                | 0             | 0             | 0             | 0             | 1        | 0      | 0           | 0          |
| A. Czerwiński   | 25          | 0           | 4           | 0           | 4                | 0                | 0                | 0                | 9             | 0             | 0             | 0             | 38       | 0      | 4           | 0          |
| K. Palacz       | 3           | 0           | 0           | 0           | 0                | 0                | 0                | 0                | 0             | 0             | 0             | 0             | 3        | 0      | 0           | 0          |
| P. Waliś        | 0           | 0           | 0           | 0           | 0                | 0                | 0                | 0                | 0             | 0             | 0             | 0             | 0        | 0      | 0           | 0          |
| B. Butko        | 3           | 0           | 0           | 0           | 0                | 0                | 0                | 0                | 3             | 0             | 1             | 0             | 6        | 0      | 1           | 0          |
| K. Muhar        | 6           | 0           | 1           | 0           | 2                | 0                | 1                | 0                | 5             | 0             | 2             | 0             | 13       | 0      | 4           | 0          |
| K. Jóźwiak      | 2           | 0           | 0           | 0           | 1                | 0                | 0                | 0                | 1             | 0             | 0             | 0             | 4        | 0      | 0           | 0          |
| J. Sýkora       | 22          | 0           | 1           | 0           | 3                | 0                | 1                | 0                | 7             | 1             | 0             | 0             | 32       | 1      | 2           | 0          |
| D. Ramírez      | 30          | 6           | 3           | 0           | 4                | 2                | 0                | 0                | 10            | 1             | 3             | 0             | 44       | 9      | 6           | 0          |
| F. Marchwiński  | 21          | 1           | 3           | 0           | 2                | 0                | 1                | 0                | 9             | 1             | 1             | 0             | 32       | 2      | 5           | 0          |
| J. Moder        | 14          | 4           | 3           | 0           | 1                | 0                | 1                | 0                | 10            | 0             | 0             | 0             | 25       | 4      | 4           | 0          |
| M. Skóraś       | 26          | 2           | 3           | 0           | 4                | 0                | 0                | 0                | 9             | 1             | 1             | 0             | 39       | 3      | 4           | 0          |
| J. Karlström    | 16          | 0           | 3           | 0           | 2                | 0                | 0                | 0                | 0             | 0             | 0             | 0             | 18       | 0      | 3           | 0          |
| P. Tiba         | 28          | 4           | 2           | 0           | 3                | 0                | 1                | 0                | 8             | 3             | 0             | 0             | 39       | 7      | 3           | 0          |
| N. Kvekveskiri  | 12          | 0           | 1           | 0           | 2                | 0                | 0                | 0                | 0             | 0             | 0             | 0             | 14       | 0      | 1           | 0          |
| T. Klupś        | 0           | 0           | 0           | 0           | 1                | 0                | 0                | 0                | 0             | 0             | 0             | 0             | 1        | 0      | 0           | 0          |
| J. Kamiński     | 28          | 1           | 4           | 0           | 3                | 0                | 0                | 0                | 7             | 2             | 1             | 0             | 38       | 3      | 5           | 0          |
| A. Kozubal      | 1           | 0           | 0           | 0           | 0                | 0                | 0                | 0                | 0             | 0             | 0             | 0             | 1        | 0      | 0           | 0          |
| M. Ishak        | 22          | 12          | 2           | 0           | 1                | 0                | 0                | 0                | 10            | 8             | 1             | 0             | 33       | 20     | 3           | 0          |
| F. Wilak        | 0           | 0           | 0           | 0           | 1                | 0                | 0                | 0                | 0             | 0             | 0             | 0             | 1        | 0      | 0           | 0          |
| N. Pacławski    | 2           | 0           | 0           | 0           | 1                | 0                | 0                | 0                | 0             | 0             | 0             | 0             | 3        | 0      | 0           | 0          |
| F. Szymczak     | 11          | 0           | 0           | 0           | 3                | 1                | 0                | 0                | 1             | 1             | 0             | 0             | 15       | 2      | 0           | 0          |
| M. Awaed        | 9           | 1           | 0           | 0           | 1                | 1                | 0                | 0                | 6             | 0             | 0             | 0             | 16       | 2      | 0           | 0          |
| N. Kacharava    | 7           | 1           | 0           | 0           | 1                | 0                | 0                | 0                | 6             | 0             | 1             | 0             | 14       | 1      | 1           | 0          |
| H. Sobol        | 3           | 0           | 0           | 0           | 0                | 0                | 0                | 0                | 0             | 0             | 0             | 0             | 3        | 0      | 0           | 0          |
| A. Jóhannsson   | 9           | 2           | 0           | 0           | 1                | 0                | 0                | 0                | 0             | 0             | 0             | 0             | 10       | 2      | 0           | 0          |